# Apha (geslacht)
Apha is een geslacht van vlinders van de familie Eupterotidae.

## Soorten
- A. arisana Matsumura, 1927
- A. floralis Butler, 1881
- A. gonioptera West, 1932
- A. honei Mell, 1937
- A. horishana Matsumura, 1927
- A. huabeiana Yang, 1978
- A. kantonensis Mell, 1929
- A. strix Bryk, 1944
- A. subdives Walker, 1855
- A. tychoona Butler, 1871
- A. yunnanensis Mell, 1937